# Sex Addict
Pour plus de détails, voir Fiche technique et Distribution.
Sex Addict (Bad Biology) est un film américain réalisé par Frank Henenlotter et sorti en 2008.

## Synopsis
Photographe professionnelle, Jennifer cherche l'homme qui lui fera découvrir le septième ciel. Ce n'est pas facile car la jeune femme a un appétit sexuel tel qu'elle use littéralement ses amants. Batz, quant à lui, a aussi des soucis avec sa sexualité puisqu'il dispose d'un organe aussi actif que démesuré. Leur rencontre va avoir des conséquences catastrophiques voire monstrueuses. 

## Fiche technique
- Titre original : Bad Biology
- Titre français : Sex Addic
- Réalisation : Frank Henenlotter
- Scénario : Frank Henenlotter et R. A. Thorburn
- Musique : Josh Glazer et Prince Paul
- Pays de production :  États-Unis
- Format : couleurs
- Genre : comédie horrifique
- Durée : 85 minutes
- Dates de sortie[1] :
  - États-Unis : 4 avril 2008 (Philadelphia International Film Festival)
  - France : 30 janvier 2009 (festival de Gérardmer - hors compétition)
  - France : 18 août 2009 (DVD)

## Distribution
- Charlee Danielson : Jennifer
- Anthony Sneed : Batz
- Krista Ayne : Un enfant de primaire
- Jelena Jensen : Un enfant de collège